# 約翰·蘭徹斯特
約翰·蘭徹斯特（英語：John Lanchester，1962年2月25日—）是一位英國記者和作家，出生於德國漢堡，在香港長大，受教育於英國格瑞薩姆學院和牛津大學聖約翰學院。

## 生平
蘭徹斯特在遠東長大成人，他在英國接受完教育之後，開始在企鵝出版集團擔任總編輯，之後他成爲了《倫敦書評》的編輯成員。與此同時，他還為眾多報紙和雜誌撰稿，譬如像《格蘭塔》與《紐約客》，此外，他也擔任過《觀察家報》的美食家及《每日電訊報》的專欄作家。

## 著作

### 小說
- The Debt to Pleasure（1996）
- Mr Phillips（2000）
- Fragrant Harbour（2002）
- Capital（2012）

### 非小說
- Family Romance（2007）
- Whoops! Why Everyone Owes Everyone and No One Can Pay（2010）

林茂昌／譯，《大債時代：第一本看懂全球債務危機的書》（台北：早安財經，2011）